# Rodrigues
Rodrigues ist ein portugiesischer Zuname. Er ist in allen Teilen der lusophonen Welt verbreitet.

## Bedeutung
Der Name ist patronymisch gebildet und bedeutet Sohn des Rodrigo. Dabei kennzeichnet die Endung „-es“ das Sohnverhältnis.

## Varianten
Die spanische Form des Namens schreibt sich Rodríguez.

## Namensträger

### A
- Acácio Rodrigues Alves (1925–2010), brasilianischer Theologe und römisch-katholischer Bischof
- Adri Rodrígues (* 1988), andorranischer Fußballspieler
- Adriana Rodrigues (* 1986), brasilianische Schauspielerin
- Alexandre Rodrigues (* 1983), brasilianischer Schauspieler
- Alexandre Rodrigues da Silva; (* 1989), brasilianischer Fußballspieler, siehe Alexandre Pato
- Alexandre Rodrigues Ferreira (1756–1815), brasilianischer Naturforscher
- Allan Rodrigues de Souza (* 1997), brasilianischer Fußballspieler, siehe Allan (Fußballspieler, 1997)
- Alvaro Rodrigues (* 1993), brasilianischer Fußballspieler
- Amabélia Rodrigues, Epidemiologin aus Guinea-Bissau
- Amália Rodrigues (1920–1999), portugiesische Fado-Sängerin
- Anabela Rodrigues (Politikerin, 1953) (* 1953), portugiesische Politikerin
- Anabela Rodrigues (Politikerin, 1976) (* 1976), portugiesische Politikerin
- Ana Paula Rodrigues (Turnerin) (* 1988), brasilianische Turnerin
- Ana Paula Rodrigues Belo (* 1987), brasilianische Handballspielerin
- Anderson Rodrigues (* 1974), brasilianischer Volleyballspieler
- André Luiz Brügger de Mello Rodrigues (* 1981), brasilianischer Basketballspieler
- Andrea Rodrigues (* 1990), portugiesische Fußballspielerin
- António Rodrigues (Leichtathlet, 1905) (António Alexandre Sarsfield Rodrigues; 1905–1994), portugiesischer Sprinter
- António Rodrigues (Leichtathlet, 1963) (* 1963), portugiesischer Langstreckenläufer
- António Rodrigues (Schiedsrichter) (* 1982), kapverdischer Fußballschiedsrichter
- António Rodrigues (Leichtathlet, 1988) (* 1988), portugiesischer Mittelstreckenläufer
- Antônio Rodrigues de Aguiar (1768–1818), brasilianischer Geistlicher, Prälat von Goiás
- Antônio Rodrigues Filho (* 1950), brasilianischer Fußballspieler
- António Rodrigues Sampaio (1806–1882), portugiesischer Politiker
- António dos Reis Rodrigues (1918–2009), portugiesischer Geistlicher, Weihbischof in Lissabon
- Armando Rodrigues de Sá (1926–1979), portugiesischer Gastarbeiter
- Armando Cortes-Rodrigues (1891–1971), portugiesischer Schriftsteller, Philologe und Ethnologe
- Arquimínio Rodrigues da Costa (1924–2016), Altbischof von Macao
- Ashley Rodrigues (* 1988), kanadische Fußballspielerin

### B
- Baltazar Costa Rodrigues de Oliveira (* 2000), brasilianischer Fußballspieler
- Benvinda Catarina Rodrigues (* 1968), osttimoresische Politikerin

### C
- Carlos Calero Rodrigues (1919–2011), brasilianischer Diplomat
- Carlos Eduardo da Silva Rodrigues (* 2001), brasilianischer Fußballspieler, siehe Carlos Eduardo (Fußballspieler, 2001)
- Carlos Henrique Raimundo Rodrigues (* 1976), brasilianischer Fußballspieler
- Carlos Rodrigues Gesualdi (* 1963), argentinischer Schriftsteller
- Carol Rodrigues (Ana Caroline Martíns Rodrigues, * 1994), brasilianische Fußballspielerin
- Carolyn Rodrigues (* 1973), guyanische Politikerin
- Catarina Rodrigues (* 1973), portugiesische Judoka
- Celeste Rodrigues (1923–2018), portugiesische Musikerin
- César Aparecido Rodrigues (* 1974), brasilianischer Fußballspieler
- Charlie Rodrigues, puerto-ricanischer Jazzmusiker
- Christina Rodrigues (1963–2020), brasilianische Schauspielerin
- Cidimar Rodrigues da Silva (* 1984), brasilianischer Fußballspieler
- Cristiano dos Santos Rodrigues (* 1981), brasilianischer Fußballspieler

### D
- Daiane Rodrigues (* 1986), brasilianische Fußballspielerin
- Daiane Menezes Rodrigues (* 1983), brasilianische Fußballspielerin
- Daniel Rodrigues (Fußballspieler, 1980) (* 1980), portugiesischer Fußballspieler
- Daniel Rodrigues (Rollstuhltennisspieler) (* 1986), brasilianischer Rollstuhltennisspieler
- Daniel Rodrigues (Tennisspieler) (* 2000), portugiesischer Tennisspieler
- Daniel Rodrigues (Fußballspieler, 2002) (* 2002), portugiesischer Fußballspieler
- David Charles Rodrigues, Dokumentarfilmregisseur
- Deolinda Rodrigues (1939–1967), angolanische Feministin und Widerstandskämpferin
- Diego Jara Rodrigues (* 1995), brasilianischer Fußballspieler
- Diogo Rodrigues (ca. 1500–1577), portugiesischer Entdecker und Seefahrer
- Dominique Rodrigues (* 1983), portugiesischer Fußballspieler
- Dorval Rodrigues (1935–2021), brasilianischer Fußballspieler
- Douglas Freitas Cardozo Rodrigues (* 1982), brasilianisch-portugiesischer Fußballspieler und -trainer

### E
- Edson Rodrigues (* 1967), brasilianischer Fußballspieler
- Eduardo Ferro Rodrigues (* 1949), portugiesischer Wirtschaftswissenschaftler und Politiker
- Eduardo Pereira Rodrigues (* 1992), brasilianischer Fußballspieler
- Eduardo Benes de Sales Rodrigues (* 1941), brasilianischer Geistlicher, emeritierter römisch-katholischer Erzbischof von Sorocaba
- Eduardo Rodrigues dos Santos de Deus Junior (* 1995), brasilianischer Hürdenläufer, siehe Eduardo de Deus
- Eliane Rodrigues (* 1959), brasilianische Pianistin
- Élvio Rodrigues Martins, brasilianischer Humangeograph
- Énio Rodrigues (* 1930), brasilianischer Fußballspieler
- Ernando Rodrigues Lopes (* 1988), brasilianischer Fußballspieler
- Ernesto Rodrigues (* 1959), portugiesischer Geiger und Komponist
- Eusébio Francisco Rodrigues Mendes (* 1967), Fußballspieler für Macao
- Evan Rodrigues (* 1993), kanadischer Eishockeyspieler

### F
- Fernanda Rodrigues (* 1986), brasilianische Volleyballspielerin
- Fernando Iório Rodrigues (1929–2010), brasilianischer römisch-katholischer Bischof
- Filipa Rodrigues (* 1983), portugiesische Fußballspielerin
- Francisco Rodrigues (Kartograf) (* Ende 15. Jh.), portugiesischer Kartograf und Entdecker, siehe Papua (Völkergruppe)
- Francisco Rodrigues (Fußballspieler, 1914) (1914–nach 1946), portugiesischer Fußballspieler
- Francisco Rodrigues (Fußballspieler, 1925) (1925–1988), brasilianischer Fußballspieler
- Francisco Adriano da Silva Rodrigues (Adriano; * 1985), brasilianischer Fußballspieler
- Francisco Castro Rodrigues (1920–2015), portugiesischer Architekt
- Francisco de Paula Rodrigues Alves (1848–1919), brasilianischer Politiker

### G
- Gabriel Rodrigues (Badminton), portugiesischer Badmintonspieler
- Gabriel Rodrigues dos Santos (Gabriel; * 1981), brasilianischer Fußballspieler
- Garry Rodrigues (* 1990), kap-verdischer Fußballspieler
- Geraldo de Souza Rodrigues (1963–2025), brasilianischer Geistlicher, Bischof von Januária
- Gerson Rodrigues (* 1995), luxemburgischer Fußballspieler
- Gideoni Monteiro Rodrigues (* 1989), brasilianischer Radsportler, siehe Gideoni Monteiro
- Glauco Rodrigues (1929–2004), brasilianischer Maler
- Guilherme Rodrigues Moreira (Moreira; * 1987), brasilianischer Fußballspieler

### H
- Hamilton José Rodrigues, brasilianischer Boxer
- Hélder Rodrigues (* 1979), portugiesischer Enduro-Rennfahrer
- Hernandes Rodrigues (Hernandes Rodrigues da Silva, * 1999), brasilianischer Fußballspieler
- Hugo Rodrigues (* 1967), portugiesischer Badmintonspieler

### I
- Idelta Maria Rodrigues, osttimoresische Politikerin
- Inocêncio Camacho Rodrigues (1867–1943), portugiesischer Bankmanager, Politiker
- Irina Rodrigues (* 1991), portugiesische Leichtathletin
- Ivo Rodrigues (Leichtathlet) (* 1960), brasilianischer Marathonläufer
- Ivo Rodrigues (Fußballspieler) (Ivo Tiago dos Santos Rodrigues; * 1995), portugiesischer Fußballspieler

### J
- Jacob Rodrigues Pereira (1715–1780), portugiesischer Pädagoge
- Jacson Damasceno Rodrigues (1948–1998), brasilianischer Geistlicher, römisch-katholischer Weihbischof in Manaus
- Jair Rodrigues (1939–2014), brasilianischer Musiker und Sänger
- Jaqueline Maria Duarte Pires Ferreira Rodrigues Pires (* 1968), kap-verdische Diplomatin
- Jefferson Fredo Rodrigues (* 1978), brasilianischer Fußballspieler
- Jemimah Rodrigues (* 2000), indische Cricketspielerin
- João Rodrigues (Missionar) (um 1561–1633), portugiesischer Missionar und Autor
- João Rodrigues (Segler) (* 1971), portugiesischer Segler
- João Rodrigues Cabrilho (um 1499–1543), portugiesischer Entdecker in spanischen Diensten, siehe Juan Rodríguez Cabrillo
- João Barbosa Rodrigues (1842–1909), brasilianischer Botaniker
- João Noé Rodrigues (* 1955), südafrikanischer Geistlicher
- João Pedro Rodrigues (* 1966), portugiesischer Filmregisseur
- João Rodrigues (Regisseur) (* 1981),  portugiesischer Filmregisseur
- João Rodrigues (Politiker) (* 1967), brasilianischer Politiker
- João Rodrigues (Radsportler) (* 1994), portugiesischer Radsportler
- John Rodrigues (* 1967), indischer Geistlicher, Erzbischof von Bombay
- John Paul Rodrigues (* 1983), guyanischer Fußballspieler
- Joni Rodrigues (1993), portugiesischer Fußballspieler
- Jordan Rodrigues (* 1992), australischer Schauspieler
- Jorge Manuel Ferreira Rodrigues (* 1982), portugiesischer Fußballspieler
- José Rodrigues (Rennfahrer) (* 1972), portugiesischer Truckrennfahrer
- José Rodrigues (Radsportler) (* 1984), brasilianischer Straßenradrennfahrer
- José Rodrigues (Rugbyspieler) (* 1992), portugiesischer Rugby-Union-Spieler
- José Rodrigues (Fußballspieler) (* 2005), portugiesischer Fußballspieler
- José Rodrigues Miguéis (1901–1980), portugiesischer Schriftsteller
- José Rodrigues Neto (* 1949), brasilianischer Fußballspieler
- José Rodrigues de Souza (1926–2012), brasilianischer Geistlicher, Bischof von Juazeiro
- José Carlos Rodrigues (* 1978), portugiesischer Radrennfahrer
- José Francisco Rodrigues do Rêgo (* 1966), brasilianischer Geistlicher, Bischof von Ipameri
- Jose Luiz Ferreira Rodrigues (* 1946), brasilianischer Fußballspieler und -trainer
- José Manuel Rodrigues (* 1951), portugiesisch-niederländischer Fotograf und Künstler
- José Maria Rodrigues (1857–1942), portugiesischer Romanist und Lusitanist
- Josimar Rodrigues Souza Roberto (* 1987), brasilianischer Fußballspieler

### K
- Kévin Rodrigues (* 1994), portugiesischer Fußballspieler
- Kevin Rodrigues Pires (* 1991), deutsch-portugiesischer Fußballspieler
- Kosta Rodrigues (* 1979), deutscher Fußballspieler

### L
- Leandro Rodrigues (* 1982), brasilianischer Fußballspieler
- Léonardo Rodrigues dos Santos (* 1998), brasilianischer Fußballspieler
- Lia Rodrigues (* 1956), brasilianische Tänzerin und Choreografin
- Liliana Rodrigues (* 1973), portugiesische Geisteswissenschaftlerin und Politikerin (PS), MdEP
- Lívio Damião Rodrigues Vieira (* 1955), brasilianischer Fußballspieler
- Lucas Rodrigues (* 1992), brasilianischer Fußballspieler
- Luís Rodrigues (Märtyrer), portugiesischer Märtyrer
- Luís Rodrigues (Leichtathlet), brasilianischer Leichtathlet
- Luís Rodrigues (Politiker), portugiesischer Politiker (PSD)
- Luís Rodrigues (Freiheitskämpfer), osttimoresischer Unabhängigkeitsaktivist
- Luis Rodrigues (Regisseur), portugiesischer Filmregisseur
- Luís Vaz Rodrigues (um 1961–2016), osttimoresischer Politiker (CNRT)

### M
- Manuel Rodrigues (Rennfahrer) (* 1962), französischer Automobilrennfahrer
- Manuel Rodrigues Coelho (um 1555–um 1635), portugiesischer Musiker, Komponist und Priester
- Manuel Rodrigues Lapa (1897–1989), portugiesischer Sprachwissenschaftler
- Manuel da Silva Rodrigues Linda (* 1956), portugiesischer Geistlicher, Bischof von Porto
- Marcelle Rodrigues (* 1976), brasilianische Volleyballspielerin
- Márcio Rodrigues (* 1978), brasilianischer Fußballspieler
- Marco Rodrigues (* 1982), portugiesischer Fado-Sänger
- Maria Rodrigues (Leichtathletin) (* 1971), brasilianische Langstreckenläuferin
- Maria João Rodrigues (* 1955), portugiesische Politikerin
- Maria de Lurdes Rodrigues (* 1956), portugiesische Soziologin und Politikerin
- Marlon Rodrigues Xavier (* 1997), brasilianischer Fußballspieler
- Marlon Ventura Rodrigues (* 1986), brasilianischer Fußballspieler
- Mathieu Rodrigues (* 1985), französischer Tennisspieler
- Mauro Rodrigues (* 2001), guinea-bissauischer Fußballspieler
- Max John Rodrigues (* 1938), pakistanischer Geistlicher, Bischof von Hyderabad
- Michael Rodrigues (1884–1964), indischer Geistlicher
- Miguel Rodrigues (* 1996), Schweizer Fußballspieler
- Miguel Trefaut Rodrigues (* 1953), brasilianischer Herpetologe
- Mônica Rodrigues (* 1967), brasilianische Beachvolleyballspielerin

### N
- Nádson Rodrigues de Souza (* 1982), brasilianischer Fußballspieler
- Nelson Rodrigues (1912–1980), brasilianischer Schriftsteller und Journalist
- Nina Rodrigues (1862–1906), brasilianischer Gerichtsmediziner
- Nivaldo Rodrigues Ferreira (* 1988), brasilianischer Fußballspieler

### O
- Odacir Soares Rodrigues (1938–2019), brasilianischer Politiker, Jurist und Journalist
- Olavo Rodrigues Barbosa (1923–2010), brasilianischer Fußballspieler
- Olinde Rodrigues (1795–1851), französischer Bankier und Mathematiker

### P
- Patrícia Rodrigues (* 1997), portugiesische Handballspielerin
- Paulo Sérgio Rodrigues Duarte de Almeida (* 1976), portugiesischer Fußballspieler, siehe Paulo Sérgio (Fußballspieler, 1976)
- Paulo Victor Rodrigues de Souza (* 1996), brasilianischer Fußballspieler
- Pedro Rodrigues Filho (1954–2023), brasilianischer Serienmörder
- Pedro Henrique Rodrigues (* 1999), brasilianischer Speerwerfer
- Peter Rodrigues (* 1944), walisischer Fußballspieler
- Píndaro de Carvalho Rodrigues (1892–1965), brasilianischer Fußballspieler

### R
- Rafael de Sá Rodrigues (* 1992), brasilianischer Fußballspieler
- Ramon Rodrigues de Mesquita (* 1988), brasilianischer Fußballspieler
- Renê Rodrigues Martins (* 1992), brasilianischer Fußballspieler
- Ricardo Luís Pozzi Rodrigues (* 1976), brasilianischer Fußballspieler und -trainer, siehe Ricardinho (Fußballspieler, 1976)
- Rodrigo Rodrigues (* 1976), brasilianischer Schauspieler, Autor und Filmproduzent
- Ronaldo Rodrigues de Jesus (* 1965), brasilianischer Fußballspieler, siehe Ronaldão
- Ronaldo Aparecido Rodrigues  (* 1982), brasilianischer Fußballspieler, siehe Naldo
- Ronaldo Rodrigues de Souza (* 1998), brasilianischer Fußballspieler, siehe Ronaldo Rodrigues, (Fußballspieler)
- Roque Rodrigues (* 1949), osttimoresischer Politiker
- Rowilson Rodrigues (* 1987), indischer Fußballspieler

### S
- Sergio Rodrigues (1927–2014), brasilianischer Architekt und Designer
- Simão Rodrigues († 1579), portugiesischer Geistlicher, Weggefährte des heiligen Ignatius von Loyola sowie Mitbegründer des Jesuitenordens
- Sunith Francis Rodrigues (1933–2022), indischer General und Politiker

### T
- Teodolinda Rosa Rodrigues Coelho (* 1959), angolanische Diplomatin
- Thiago Rodrigues da Silva (Fußballspieler, Juni 1996) (* 1996), brasilianischer Fußballspieler
- Thiago Rodrigues (* 1979 oder 1982), brasilianischer Fußballspieler
- Tiago Rodrigues (* 1992), portugiesischer Fußballspieler

### U
- Urbano Tavares Rodrigues (1923–2013), portugiesischer Schriftsteller

### V
- Vinicius Rodrigues (* 1987), brasilianischer Squashspieler
- Vítor Rodrigues (* 1986), portugiesischer Radrennfahrer
- Vitor Paulo Gomes Rodrigues (* 1964), portugiesischer Radrennfahrer
- Vitória Rodrigues (* 1999), brasilianische Beachvolleyballspielerin

### W
- Waldison Rodrigues de Souza (* 1984), brasilianischer Fußballspieler
- Welington Pereira Rodrigues (* 1986), brasilianischer Fußballspieler
- Weslley Silva Santos Rodrigues (* 1992), brasilianischer Fußballspieler
- Weverson Patrick Rodrigues de Oliveira (* 1988), brasilianischer Fußballspieler
- William Rodrigues (* 1993), brasilianischer Fußballspieler

### Y
- Yoel Rodríguez (* 1988), spanischer Fußballtorhüter

## Weiteres
- Rodrigues dos Santos
- Rodrigues da Costa
- Rodrigues Filho
- Rodrigues (Insel), Insel im Indischen Ozean